# Myscelia cyaniris alvaradia
La mariposa bufón blanca (Myscelia cyaniris subsp. alvaradia) es una subespecie de la especie "Myscelia cyaniris". Es endémica de México y pertenece a la familia Nymphalidae. El holotipo macho es proveniente de Acahuizotla, Estado de Guerrero.

## Descripción
El margen costal de sus alas anteriores es convexo, el interno ligeramente curvo y el externo también es curvo con una ligera ondulación. 
Las alas anteriores son de color negro, con escamas moradas iridiscentes. Presenta tres líneas blancas horizontales que nacen en el área basal y llegan hasta el inicio del área post discal. En el área post discal presenta cuatro manchas blancas, algunas escamas cerca del torno o ángulo anal, y dos manchas casi redondas en la región submarginal. Las alas posteriores son de color negro en su base y con escamas moradas e iridiscentes en dos tercios del ala. Presenta cuatro líneas blancas de diferente grosor; la que está en el área discal es más gruesa y la última en el área submarginal es delgada, casi ausente. Se encuentran dos manchas redondeadas de color blanco en la región submarginal. 
Las antenas son de color blanco. La cabeza, tórax y abdomen son de color negro. Ventralmente el ala presenta el mismo patrón de manchas blancas pero no presenta iridiscencia. El color de fondo es café claro y hacia el centro es más oscuro. El lado ventral de las alas es de color café claro, sin líneas bien definidas. Los palpos, tórax y abdomen son de color crema. Las patas son anaranjadas.

## Distribución
La mariposa bufón blanca se puede encontrar en el oeste de México, en los estados de: Chiapas, Colima, Guerrero, Jalisco, Michoacán, Nayarit, Oaxaca, San Luis Potosí, Sonora, Tabasco, Veracruz y Yucatán.

## Hábitat
Su hábitat es la selva baja de caducifolios.

## Estado de conservación
No está enlistada en la NOM-059.